# Gnophos peruni
Gnophos peruni là một loài bướm đêm trong họ Geometridae.